# San Miguel de Jamaica
San Miguel de Jamaica es una localidad del estado mexicano de Guanajuato. Es parte del municipio de Dolores Hidalgo.

## Toponimia
El nombre «San Miguel» hace referencia al santo patrono de la localidad: Miguel Arcángel.

## Demografía
| Gráfica de evolución demográfica |
|                                  |

| Censo | Población |
| ----- | --------- |
| 1900  | 182       |
| 1910  | 330       |
| 1921  | 284       |
| 1930  | 231       |
| 1940  | 344       |
| 1950  | 423       |
| 1960  | 490       |
| 1970  | 556       |
| 1980  | 501       |
| 1990  | 838       |
| 2000  | 1 016     |
| 2010  | 1 196     |
| 2020  | 1 762     |